# Ципулин, Иван Козьмич
Ива́н Козьми́ч Ципу́лин (1825, Ловцы — 12 мая 1901, Калуга) — калужский купец, благотворитель и общественный деятель, городской голова в 1885—1901 годах.

## Биография
Родился в 1825 году в селе Ловцы Рязанской губернии в крестьянской семье. Родители дали мальчику хорошее воспитание, обучили грамоте. Рано начал трудиться и благодаря природным качествам ума, находчивости и сообразительности многого достиг в жизни сам. То, что Калуга стала крупным портовым городом калужане во многом обязаны именно ему.
Первоначально занимался судопромышленным делом в качестве доверенного и подотчетного лица, управляющего торговыми перевозками, а затем стал владельцем пароходной пристани. В 1872 году купец 1-й гильдии И. К. Ципулин организовал пароходное сообщение от Калуги до Серпухова. В 1873 году открыл пассажирское и буксирное пароходство по реке Оке от Калуги до Каширы (пароходы «Ципулин», «Дмитрий Донской», «Екатерина» и «Владимир»).
Владел несколькими домами в Калуге, в одном из которых жил калужский полицмейстер Е. И. Трояновский. Так, огромное имение «Красное» располагалось в 47 верстах от Калуги, вблизи с. Любутское, а в городской усадьбе долгое время находилась контора пристани порта «Серпухов» (ныне ул. Подвойского).
В 1880 году стал гражданином Калуги. 26 августа 1883 году впервые избран гласным Калужской городской думы. 25 апреля 1885 года стал калужским городским головой.
Был награждён 3 золотыми и 2 серебряными медалями, а также орденами: Св. Анны III и II степени, Св. Станислава II степени, Св. Владимира I степени. За отличные особые труды возведён в звание потомственного почётного гражданина Калуги.
Похоронен на родине в с. Ловцы Зарайского уезда Рязанской губернии (1901). В память о И. К. Ципулине по реке Оке долго ходил пароход с его именем.

### Городской голова
Избирался на должность калужского городского головы четыре раза и оставался на данной должности вплоть до смерти. Успешно занимался городскими хозяйственными делами. По его настоянию в Калуге разместилось управление Сызрано-Вяземской железной дороги, открыта городская библиотека, построено здание для военного лазарета. Его стараниями был построен водопровод, за что благодарные калужане в 1887 г. подарили ему серебряный макет водопроводной башни.

### Благотворительность
Был щедрым благотворителем сначала в Зарайском уезде, а позже и в Калуге:
- пожертвовал деньги в сельский церковный приход, на строительство и ремонт церквей (Зарайский уезд Рязанской губернии);
- жертвовал деньги на строительство работного дома, на помощь бедным и сиротам (Калуга);
- пожертвовал собственный каменный дом, стоимостью 70 тыс. рублей для устройства профессионально-технического училища (Калуга);
- выделял денежные средства на ремонт здания Николаевской гимназии и строительство церкви в военном лагере;
- дал беспроцентную ссуду в сумме 2 тыс. рублей на основание Общества страхования имущества калужан от огня (Калуга);
- при участии И. К. Ципулина при епархиальном женском училище устроено отдельное здание для больницы стоимостью 10 тыс. рублей (1894).

## Интересные факты
- И. К. Ципулин побил все рекорды пребывания на посту городского головы Калуги.
- На похороны И. К. Ципулина собрался почти весь город.
- По мнению калужан, памятник К. Марксу, установленный в 1921 году, внешне напоминал И. К. Ципулина[5].